# Солдатское имя
Солдатское имя (швед. soldatnamn) — шведский феномен XVI—XX веков, выражавшийся в том, что новобранцам при зачислении в войска давали новые имена. Феномен связан с тем, что в Швеции вплоть до 1901 года отсутствовали фамилии в их современном понимании, а в их качестве использовались отчества, например, Ларссон — сын Ларса, Андерссон — сын Андерса и др. (см. Шведское имя).
Из-за этого зачастую в одном подразделении оказывалось множество солдат с одинаковыми отчествами, и возникала путаница из-за того, к кому именно относится команда. С появлением же солдатского имени у пяти разных Андерссонов, служивших в одном подразделении, появлялись разные имена. Для облегчения подачи приказов, солдатские имена обычно состояли только из одного слова.
Имена могли указывать на военное назначение (Патрун — «патрон», Дольк — «кинжал» и др.), положительные для солдата качества (например, Раск — «быстрый», Мудиг — «храбрый»), географическое происхождение и т. п.
Зачастую, но далеко не всегда, имя передавалось от предшественника, служившего в том же подразделении; также в ряде случаев солдатские имена присваивались по именам офицеров того же подразделения.
В 1901 году, когда в Швеции был принят закон, согласно которому все граждане были обязаны иметь «фамильное имя», некоторые шведы, не имевшие к тому моменту такового, стали использовать в качестве фамилии именно солдатское имя.